# هوهانس تلگورانتسی
هُوْهانِس تلگورانتسی (ارمنی: Հովհաննես Թլկուրանցի) شاعر سده‌های پانزدهم و شانزدهم میلادی ادبیات ارمنی است. برخی منابع او را شاعر سده‌های چهاردهم و پانزدهم میلادی ذکر می‌کنند. وی مدت ۳۶ سال اسقف اعظم کلیسای ارمنی کیلیکیه بوده‌است.
تلگورانتسی با آنکه مرد خدا بود در عین حال از آفریده‌های خدا غفلت نورزیده و طبیعت و بهار و عشق جان او را به وجد و شور آورده‌است این شاعر ارمنی علاوه بر سرودن شعر به زبان مادری خود به زبان ترکی نیز شعر سروده‌است تلگورانتسی که از متفکران برجسته عصر خویش بود در ادبیات ارمنی به مثابه شاعر لیریک سرا دارای جایگاه والایی است وی در اشعار دارای مضامین عاشقانه خود فکر انسانی را از قید کلیسا آزاد می‌کند و وارسته وار از عشق و زیبایی زن، جذبه طبیعت و باشکوهی آفریده‌های پروردگار سخن به میان می‌آورد و همه این‌ها در جان شاعر احساس خلسه و لذت عرفانی برمی‌انگیزد این شاعر اندیشه‌های فلسفی دوران خود را نیز در اشعارش ارائه مرده و شعرهای پندآمیز بسیاری برای هدایت گمراهان زمانه اش سروده‌است تلگورانتسی در اشعار میهن پرستانه خود قهرمانان تاریخی ملت ارمنی را که در راه استقلال و آزادی میهن خود جان بر کف پا به میدان نبرد نهاده در خود غلتیده‌اند به زیبایی ستوده‌است
تلگورانتسی در پاره‌ای از ضرب‌المثل‌های خود که به زبان عامه مردم نگاشته حکام و اسقف‌هایی را که به مردم ستم روا داشته‌اند به باد انتقاد گرفته‌است.
هوهانس تلگورانتسی سده‌های پانزدهم و شانزدهم میلادی، روحانی و شاعر ارمنستانی. در پاره‌ای از منابع وی را شاعر سده‌های چهارده و پانزده میلادی دانسته‌اند. از تخلص وی پیدا است که در ناحیهٔ تلکوران بین‌النهرین زاده شده‌است. هوهاس سی و شش سال اسقف اعظم کلیسای ارمنی کیلیکیه بود. وی با آن که روحانی بود، از آفریده‌های خدا غفلت نورزیده و طبیعت، بهار و عشق جان او را به وجد و شور آورده است.
وی از اندیشه‌گرهای روزگار خویش بود و در شعر غنایی ارمنی جایگاه درخوری داشت و در اشعارش فکر انسانی را از قیود کلیسا رهانیده و وارسته‌وار از عشق و زیبایی زن، جذبه ی طبیعت و باشکوهی آفریده‌های پروردگار سخن به میان آورده و در جان شاعر حس خلسه و لذت عرفانی به وجود آمده است. وی اشعار پندآمیز بی‌شماری سروده و در آنها قهرمانان تاریخی ارمنی را ستوده و حکام و اسقف‌های ستمگر را نکوهیده است. از وی اشعاری به زبان‌های ارمنی، ترکی و فارسی به جا مانده است.